# Abbazia di Santa Cecilia
L’abbazia di Santa Cecilia è una chiesa situata nella frazione Castinatelli del comune di Futani, in provincia di Salerno.

## Storia
L'abbazia di Santa Cecilia si trova nel Parco Nazionale del Cilento e venne costruita nel 1022 da un longobardo di nome Guaimaro. Fu abitata dai monaci benedettini fino al XV secolo, quando tutti i beni vennero confiscati ai monaci e la chiesa abbandonata divenne un rudere. Documenti storici attestano che divenne centro di culto e di preghiera, ma anche mercato settimanale, scuola e farmacia. Per lungo tempo questo luogo fu abbandonato.
Il vescovo Favale si è reso disponibile, anche grazie all'intervento del parroco, don Mario Gagliotta, alla realizzazione dei lavori. Oltre al recupero architettonico dell'abbazia, ad opera dell'architetto Raffaele Rammauro, sono stati compiuti dei lavori di ripristino dello spazio intorno alla struttura.

## Descrizione
Questa chiesa si compone di una navata unica absidata ed è posizionata secondo il classico orientamento est-ovest (abside verso est e ingresso a ovest).